# Melmac
Melmac es un planeta ficticio de la serie ALF y su universo. Es el planeta natal de Gordon Shumway (ALF). Sus residentes son conocidos como melmacianos.  En los comics, se muestra que este planeta tiene la forma de un huevo, y no es redondo como habitualmente son. Los Melmanianos son incapaces de producir el sonido de la «r» y no tienen labios.

## Historia
Melmac era un planeta extraño situado en la Nebulosa Aldente en la Galaxia de Andrómeda, se encontraba a seis parsecs más allá de la Hydra-Centaurus Supercluster, era muy parecido al planeta Tierra, pero tenía dos lunas, cielos verdes y hierba azul, mientras orbitaba un sol púrpura; durante algún tiempo indefinido fue el lugar de la Convención Intergaláctica para la Federación de Grupos de Alimentos Increíblemente Extraños.
Los Melmacianos se caracterizan por ser criaturas no superior a un metro de altura, con un peso de más de 184 kilogramos, cubiertos de pelaje anaranjado, con hocico lleno de curvas, lunares faciales y ocho estómagos, además poseen una gran longevidad.

## Tradiciones y días festivos
- Durante la época de luto, los melmacianos se vestían de vegetales y bailaban con sus vecinos; además, usaban plumas durante los funerales.
- Acostumbraban dar obsequios muy caros y bonitos.
- Tras la muerte de un melmaciano, los demás hacían una fiesta.

## Destrucción
El planeta fue destruido, porque, de acuerdo con ALF, todos sus habitantes encendieron sus secadoras de pelo al mismo tiempo.

## Residentes conocidos
- Familia Shumway.
  - Gordon Shumway: protagonista de las series.
  - Bob y Flo Shumway: padres de Gordon.
  - Curtis Shumway: hermano de Gordon.
  - Augie Shumway: hermana de Gordon.
  - Gonzalo Shumway: hermano de Gordon.
  - Rhonda: novia de Gordon.
  - Changuito: nieta de Gordon y Rhonda (adoptada por un oso en el planeta Tierra).
  - Harry: pájaro mascota de los Shumway.
  - Neep: Vespa mascota de los Shumway (Nota: el vespa es una especie parecida al perro en Melmac).
- Skipper "Skip": amigo de Gordon.
- Rick Fusterman: amigo de Gordon.
- Stella: camarera de la cafetería a la que van Gordon y sus amigos.
- Larson Petty: villano de Melmac.

## Apariciones
- Los cuentos de ALF